# Tetragonisca buchwaldi
A Tetragonisca buchwaldi, é uma abelha social da subfamília dos meliponíneos com distribuição do Panamá até o Equador, mas é encontrada também na Costa Rica na província de Puntarenas. Seu nome popular nas regiões onde se encontra é mariola negra.

## Taxonomia e filogenia
T. buchwaldi é um membro da ordem Hymenoptera, que é uma das quatro maiores ordens de insetos. É da família Apidae, que é composta de abelhas, e a subfamília é o Meliponíneo, que são abelhas com cesta de pólen . Junto com outras espécies na tribo Trigonini, T. buchwaldi é uma abelha eussocial sem ferrão. Existem cerca de 500 espécies conhecidas nesta tribo, a maioria dos quais estão localizados nos neotrópicos.

## Características
A forma e a estrutura física da Tetragonisca buchwaldi é muito similar a da Tetragonisca angustula, porém é toda escura. É uma abelha muito tímida e com comportamento bem diferente de outras abelhas do mesmo gênero, ela não tem abelhas no pito de entrada nem abelhas guarda voando próximo ao pito. O movimento de abelhas é considerado baixo, mesmo nos momentos mais propícios do dia.